# 蒂格爾 (亞利桑那州)
蒂格爾（英語：Tiger）是位於美國亞利桑那州皮納爾縣的一個非建制地區。該地的面積和人口皆未知。

## 地理
蒂格爾的座標為32°42′28″N 110°40′56″W / 32.70778°N 110.68222°W，而該地的平均海拔高度為939米（即3081英尺）。